# Cordia cabanayensis
Cordia cabanayensis là loài thực vật có hoa trong họ Mồ hôi. Loài này được Gaviria mô tả khoa học đầu tiên năm 1987.